# Криворученко, Владимир Константинович
Влади́мир Константи́нович Криворуче́нко (26 октября 1930, Ростов-на-Дону — 22 января 2013, Москва) — советский и российский историк, специалист в области новейшей истории России, истории и социологии молодёжных движений, социологии науки. Доктор исторических наук (1981), профессор кафедры истории МосГУ.

## Биография
Член КПСС с 1953 года. Окончил Ростовский институт сельскохозяйственного машиностроения по специальности «инженер-механик» (1954, дипломный проект «Проектирование цеха по производству коленчатых валов для комбайна на харьковском заводе „Серп и молот“»). Работал старшим инженером оборонного предприятия № 140 в Ростове-на-Дону; в 1954—1956 годах — секретарь комитета ВЛКСМ, комсорг на заводе «Ростсельмаш».
В 1964—1968 годах — заведующий отделом ЦК ВЛКСМ; первый заместитель директора издательства «Молодая гвардия» (1968—1971). Обучался в аспирантуре и докторантуре Высшей комсомольской школы при ЦК ВЛКСМ, защитил кандидатскую диссертацию «Ленинский комсомол — активный помощник КПСС в создании материально-технической базы коммунизма (1959—1965 гг.)»; с 1971 года работал там же (в 1991—2000 годах — Институт молодёжи, в 2000—2003 — Московская гуманитарно-социальная академия, с 2003 — Московский гуманитарный университет): был заведующим отделом истории (1971—1974), проректором по научной и издательской работе (1974—1976), проректором — директором Научно-исследовательского центра (1976—1977), старшим научным сотрудником кафедры истории (1977—1979), заведующим отделом истории молодёжного движения НИЦ (1979—1991). Доктор исторических наук (1981, диссертация «Партийное руководство комсомолом в условиях развитого социализма»; официальные оппоненты А. Г. Егорова, Б. М. Морозов и В. В. Рябов). С 1991 года — учёный секретарь НИЦ — главный научный сотрудник, с 2005 года — заместитель начальника Управления аспирантуры и докторантуры МосГУ; все эти годы вёл преподавательскую работу в качестве доцента и профессора.
В 1992—1995 годах — профессор кафедры истории России и права Московского государственного института (технического университета) радиотехники, электроники и автоматики. С 1996 года — помощник депутата Государственной Думы Федерального Собрания РФ (на общественных началах), с 2001 года — помощник члена Совета Федерации. В России и за рубежом опубликовал более 450 научных работ, общим объёмом свыше 500 печатных листов, автор и соавтор 31 монографии и 30 брошюр.
Главный редактор журнала «Научные труды Московского гуманитарного университета», член редколлегии Информационного гуманитарного портала «Знание. Понимание. Умение», аналитико-теоретического журнала научной молодёжи «Точка над Ё»; ответственный редактор периодических изданий: «Информационно-методический бюллетень» Управления аспирантуры, докторантуры и научной работы МосГУ, «Труды Московского городского университета управления Правительства Москвы», «Вестник Московского городского университета управления Правительства Москвы», «Выпускники Московского городского университета управления Правительства Москвы — практике». Редактор информационного бюллетеня «Молодёжная политика» Департамента по молодёжной политике Министерства образования РФ и Научно-исследовательского института МГСА (с 1992). Входил в состав диссертационных советов по отечественной истории и политологии Института российской истории РАН и Московского педагогического государственного университета. Заместитель председателя диссертационного совета при МосГУ по присуждению учёной степени доктора исторических наук (специальности 07.00.02 — отечественная история и 07.00.03 — всеобщая история), член докторского совета по философии и политологии МосГУ, член диссертационного совета при МГУУ по отечественной истории, политологии, социальной философии. Подготовил 27 докторов и 44 кандидата наук; выступил оппонентом на защитах более 350 диссертаций.
Супруга — Майя Николаевна (род. 1930; в браке с 1953 года), сыновья Сергей и Валерий; имел трёх внуков и пятерых правнуков.
22 января 2013 года покончил с собой в Москве, заколовшись кортиком.

## Основные работы
Монографии
- Единство цели: некоторые аспекты партийного руководства комсомолом в условиях развитого социализма. М., 1980.
- Л. Д. Троцкий: обращение к молодежи. М., 1990.
- В тисках сталинщины / Институт молодёжи. М.: Тип. Военно-воздушной инженерной академии им. Н. Е. Жуковского, 1991. — 398 с.
- Диссертационное исследование: методика, практика, рекомендации. М., 1991; 2-е изд. М.: Социум, 2001.
- «Очерки истории ВЛКСМ. В поисках истины». В 2-х ч. (Саратов, 1991; в соавт.)
- В. И. Ленин, Л. Д. Троцкий, Н. И. Бухарин, И. В. Сталин о молодежи. М.: Социум, 1995.
- «Молодежное движение в России» (Кн. 1: Cередина XIX — 20-е годы XX в.; М., 1997; в соавт.);
- Дети и молодёжь. Экспериментальный энциклопедический словарь / Институт молодёжи. М.:　Социум, 1998.
- Политическая система советского общества: противоборство тоталитарности, авторитарности и демократии. М., 1998.
- «Коллизии „хрущевской оттепели“» (М., 1998; в соавт.)
- Наука о молодежи: история и политика. Избранное 1990-х годов. М.: Социум, 1999.
- Защита диссертации. Материалы и рекомендации соискателю ученой степени. М.: Социум, 2003.
- Криворученко В. К., Ужва Т. В. Диссертационное исследование: от замысла к результату. Из личного опыта подготовки кандидатов и докторов наук. М., 2003.
- Молодёжь и молодёжная политика / Кафедра социальной политики и социальной работы МосГУ. М.: Московский гуманитарный университет. Ч. 1. 2005. — 216 с. Ч. 2. 2006. — 188 с.
- Молодёжь и молодёжная политика: термины и понятия. М.: Национальный институт бизнеса, 2005. — 400 с. (2-е изд. 2006 под загл. «Молодежная политика в терминах и понятиях»)
- Криворученко В. К., Квитко С. В. Единство образования и воспитания в общеобразовательной школе: исторический опыт и уроки / Общеуниверситетская кафедра истории Московского гуманитарного университета. М.: Национальный институт бизнеса, 2005. — 358 с.
- Криворученко В. К., Пеньковский Д. Д. Аспиранту и докторанту: научно-методическое пособие / Национальный институт бизнеса. М.: НИБ, 2005. — 320 с.
- Как защитить диссертацию. Практическое пособие для аспирантов / Национальный институт бизнеса. М., 2006. — 470 с.
- Методология и методика подготовки диссертации: учебно-методическое пособие для аспирантов и докторантов / Московский гуманитарный университет, управление аспирантуры и докторантуры. М. : Социум, 2006. — 330 с.
- Криворученко В. К., Пеньковский Д. Д. Диссертационное исследование: вопросы и ответы. М.: Национальный институт бизнеса, 2006. — 335 с.
- Криворученко В. К., Цветлюк Л. С. Молодёжь и юношеское движение как опора коммунистического режима в преобразовании страны в 1917—1941 годах / Общеуниверситетская кафедра истории Московского гуманитарного университета. М.: Изд-во МосГУ, 2006. — 400 с.
- Аттестация научно-педагогических кадров: вопрошая прошлое, осмысливая сегодняшнее, задумываемся о будущем. М.: Московский гуманитарный университет, 2007. — 72 с.
- Диссертация — важнейшая часть науки. М.: Национальный институт бизнеса, 2007. — 536 с.
- Диссертационные исследования как важнейшая часть гуманитарной науки: методологические вопросы. М.: Социум, 2008. — 272 с.
- Система подготовки докторов и кандидатов наук в России: история и современность. М., 2008.
- Статьи последних лет. М.: Национальный институт бизнеса, 2010.
- История — фундамент патриотизма / Негосударственное образовательное учреждение высшего профессионального образования «Институт непрерывного образования». М., 2011. — 261 с. (изд. 2-е, испр. и доп. — 2012)
- История и политика / Негосударственное образовательное учреждение высшего профессионального образования «Институт непрерывного образования». М.　: Тип. Моск. гуманит. ун-та, 2012. — 110 с.
- Криворученко В. К., Цветлюк Л. С. Молодёжь. Комсомол. Общество: От Октябрьской революции до Отечественной войны. М. : НОУ ВПО «Институт непрерывного образования», 2012. — 438 с.

## Награды и звания
Награждён серебряной медалью ВДНХ; орденом «Знак Почета» и 7 медалями СССР и РФ. Отмечен орденом МосГУ «Служение и Честь» первой степени и высшей наградой Союза негосударственных вузов — золотой медалью Н. И. Моисеева «За заслуги в образовании и науке». Почётный работник высшего профессионального образования Российской Федерации (1999).
Лауреат премий конкурсов на лучшую научную работу и учебные пособия, в том числе диплома-сертификата премии имени Сократа за книгу «Диссертационное исследование: методика, практика, рекомендации». Удостоен гранта Правительства Москвы по номинации «Лучший профессор 2005 года».
Действительный член Академии гуманитарных наук, Академии политической науки и Национальной академии ювенологии, член-корреспондент РАЕН. Почётный профессор Саратовского государственного социально-экономического университета.